# ستانلي بالمر
ستانلي بالمر (بالإنجليزية: Stanley H. Palmer)‏ هو مؤرخ أمريكي، ولد في 1944.